# Yorketown (Australia)
Yorketown – miasto w Australii, w stanie Australia Południowa.